# Nuage de Oort
Pour les articles homonymes, voir Nuage (homonymie) et Oort.
En astronomie, le nuage de Oort (/ɔʁt/), ou nuage d'Oort, aussi appelé le nuage d'Öpik-Oort (/ˈø.pik/), est un vaste ensemble sphérique hypothétique de corps planétésimaux situé aux limites du Système solaire, approximativement entre 20 000 et 30 000 unités astronomiques (au) et jusqu'à plus de 100 000 au, bien au-delà de l'orbite des planètes et de la ceinture de Kuiper. La limite externe du nuage de Oort, qui formerait la frontière gravitationnelle du Système solaire, se situerait à plus d'un millier de fois la distance séparant le Soleil de Neptune, entre une et deux années-lumière du Soleil et plus du quart de la distance à Proxima du Centaure, l'étoile la plus proche du Soleil. Il n'est d'ailleurs pas exclu qu'il existe un continuum d'objets entre le nuage de Oort solaire et un nuage similaire entourant le système Alpha Centauri.
Bien qu'aucune observation directe n'ait été faite d'un tel nuage, les astronomes, en se fondant sur les analyses des orbites des comètes, pensent généralement qu'il est l'origine de la plupart d'entre elles.
Les objets dans le nuage de Oort sont largement composés de glaces, comme l'eau, l'ammoniac et le méthane. Les astronomes pensent que la matière composant le nuage de Oort s'est formée plus près du Soleil et a été dispersée loin dans l'espace par les effets gravitationnels des planètes géantes, au début de l'évolution du Système solaire.
Le nuage de Oort serait composé de deux parties : un disque interne, appelé nuage de Oort interne ou nuage de Hills, et un ensemble sphérique externe, appelé nuage de Oort externe.
Il tient son nom des astronomes estonien Ernst Öpik et néerlandais Jan Oort.

## Historique

### L'idée de Halley
Après avoir identifié avec certitude que les comètes de 1531, 1607 et 1682 étaient la même, Edmund Halley publia en 1705 les résultats de son travail dans un ouvrage intitulé Synopsis de l'astronomie des comètes, et dans lequel il formulait la prévision – entièrement scientifique – du retour de sa comète pour Noël 1758. Halley savait ainsi, en rédigeant cette étude, qu'il ne verrait jamais de son vivant la confirmation de ses calculs, le prochain passage devant se réaliser l'année de ses cent deux ans. Dans cet ouvrage, il mentionne également déjà, en filigrane, la possibilité d'un « réservoir de comètes » :

« Nous avons certaines raisons de penser qu'il existe un nombre bien supérieur de comètes qui, du fait de leur grand éloignement du soleil, leur obscurité et leur absence de queue, peuvent fort bien échapper à notre observation. »

### Les travaux d'Öpik et de Oort

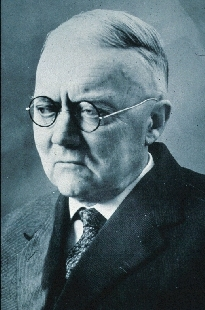
Ernst Öpik.

En 1932, l'astronome estonien Ernst Öpik émit l'hypothèse que les comètes trouvaient leur origine dans un nuage orbitant à la limite externe du Système solaire. En 1950, cette idée fut ravivée de façon indépendante par l'astronome néerlandais Jan Oort afin d'expliquer cette contradiction apparente : les comètes sont détruites après plusieurs passages à travers le Système solaire interne. Ainsi, si toutes avaient existé depuis plusieurs milliards d'années (soit depuis le début du Système solaire), plus aucune ne pourrait être observée de nos jours. Selon l'hypothèse de Oort, le nuage contiendrait des milliards de noyaux cométaires, stables car le rayonnement solaire est très faible à cette distance. Il fournirait un apport continuel de nouvelles comètes, remplaçant celles qui sont détruites. Afin de fournir cet apport, la masse totale du nuage serait plusieurs fois celle de la Terre.
Oort sélectionna pour son étude les 46 comètes les mieux observées entre 1850 et 1952. La répartition des inverses des demi-grands axes faisait apparaître un maximum de fréquence qui laissait supposer l'existence d'un réservoir de comètes entre 40 000 et 150 000 au (soit entre 0,6 et 2,4 années-lumière). Celui-ci, situé aux limites de la sphère d'influence gravitationnelle du Soleil, serait soumis à des perturbations d'origine stellaire, susceptibles d'expulser les comètes du nuage, soit vers l'extérieur, soit vers l'intérieur, donnant ainsi lieu à l'apparition d'une nouvelle comète.

### Terminologie
Le nuage de Oort porte le nom de l'astronome néerlandais Jan Oort (prononcé /oːʁt/ en néerlandais) ; on rencontre souvent l'élision « nuage d'Oort ». Il est alternativement appelé nuage d'Öpik-Oort, du nom de l'astronome estonien Ernst Öpik (/ˈøpɪk/ en estonien). On l'appelle aussi parfois le nuage externe, par opposition avec le nuage de Hills qui, lui aussi, porte le nom du scientifique qui l'a mis en évidence.

## Structure et composition

Schémas à l'échelle des orbites des principaux corps du Système solaire. En haut à gauche, le Système solaire interne ; en haut à droite, le Système solaire externe ; en bas à droite, l'orbite de Sedna ; en bas à gauche, la localisation hypothétique du nuage de Oort. Chaque schéma effectue un zoom arrière par rapport au précédent permettant de mettre les distances en perspective.

Le nuage de Oort occuperait une vaste zone d'espace comprise entre la limite externe de la ceinture de Kuiper, vers 50 au, et 150 000 au ou même plus. Il serait subdivisé entre le nuage de Oort externe (20 000 à 150 000 unité), sphérique, et le nuage de Oort interne (1 000 à 20 000 au), en forme de tore. Le nuage externe ne serait que lâchement lié au Soleil et serait la source de la plupart des comètes à longue période (et peut-être des comètes de type Halley). Le nuage interne, également nommé nuage de Hills, serait celui des comètes de type Halley. Les autres comètes de courte période proviendraient de la ceinture de Kuiper.
Le nuage de Oort externe pourrait contenir plusieurs milliers de milliards de noyaux de comètes de plus de 1,3 km, chacun distant de l'autre de plusieurs dizaines de millions de kilomètres. Sa masse n'est pas connue avec certitude, mais est très probablement inférieure à quelques masses terrestres,. Par le passé, on estimait qu'il était beaucoup plus massif (jusqu'à 380 masses terrestres), mais l'amélioration des connaissances sur la distribution en taille des comètes à longue période a conduit à revoir à la baisse cette estimation. Il ne serait que peu lié au Système solaire et donc facilement perturbé par des forces extérieures, comme le passage d'une étoile à proximité.
La masse du nuage de Oort interne n'est pas connue. Certains scientifiques pensent qu'il pourrait contenir plus de matériau que le nuage de Oort externe,. Cette hypothèse est utilisée pour expliquer l'existence continue du nuage de Oort sur plusieurs milliards d'années.
Si les analyses des comètes sont représentatives de l'ensemble du nuage de Oort, la grande majorité de ces objets se composent de diverses glaces, notamment d'eau, d'ammoniac, de méthane, d'éthane, de monoxyde de carbone et de cyanure d'hydrogène. Cependant, la découverte de l'objet 1996 PW, un astéroïde gravitant sur une orbite plus typique d'une comète à longue période, suggère que le nuage peut aussi contenir des objets rocheux. Cette conclusion est renforcée par l'observation en février 2021 d'un bolide dans le ciel de l'Alberta, dont les caractéristiques montrent qu'il s'agit d'un objet rocheux d'environ 2 kg de période orbitale environ mille ans donc provenant du nuage de Oort ; ce dernier doit comporter entre 1 et 20 % de matériaux rocheux.

## Origine
Le nuage de Oort serait un reliquat du disque protoplanétaire originel qui se serait formé autour du Soleil après l'effondrement de la nébuleuse solaire, il y a 4,6 milliards d'années.
L'hypothèse de formation la plus largement acceptée est que les objets formant le nuage de Oort se seraient formés plus près du Soleil, selon le même processus d'accrétion qui a formé les planètes et les astéroïdes, mais que les interactions gravitationnelles des géantes gazeuses les auraient éjectés sur des orbites elliptiques ou paraboliques extrêmement longues,. La masse actuelle du nuage (environ 3 masses terrestres) ne représenterait plus qu'une petite partie de la masse éjectée (50  à   100 masses terrestres). Sur les parties lointaines de ces orbites, les interactions gravitationnelles des étoiles proches et les effets de marée galactique ont modifié ces orbites pour les rendre plus circulaires. Ceci explique la forme presque sphérique du nuage de Oort externe. Des études récentes ont montré que la formation du nuage de Oort est plutôt compatible avec l'hypothèse d'une formation du Système solaire, à l'intérieur d'un amas, parmi 200 à 400 étoiles. Ces étoiles auraient très certainement joué un rôle lors de la formation du nuage.

## Perturbations
On pense que d'autres étoiles sont aussi susceptibles de posséder leur propre nuage de Oort et que les extrémités des nuages de Oort de deux étoiles proches peuvent parfois s'interpénétrer, ce qui entraînerait l'intrusion occasionnelle, voire une arrivée massive, de comètes dans le Système solaire interne. Les interactions du nuage de Oort du Soleil avec celui d'étoiles proches et sa déformation par les effets de marée galactique seraient les deux principales causes de l'envoi de comètes à longue période dans le Système solaire interne,. Ces phénomènes disperseraient également les objets en dehors du plan de l'écliptique, expliquant la distribution sphérique du nuage.
Au cours des 10 prochains millions d'années, Gliese 710 est l'étoile connue la plus susceptible de perturber le nuage de Oort. Il a cependant été postulé (entre autres par le physicien Richard A. Muller) que le Soleil possèderait un compagnon non détecté (une naine brune ou une géante gazeuse) placée sur une orbite elliptique au-delà du nuage de Oort. Cet objet, nommé Némésis, traverserait une portion du nuage tous les 26 millions d'années, provoquant un bombardement du Système solaire interne par des comètes. Bien que la théorie possède de nombreux partisans, aucune preuve directe de l'existence de Némésis n'a été trouvée.

## Observations
Quelques comètes auraient une distance suffisante pour faire partie du nuage de Oort. Ces comètes, si les calculs sont exacts, se trouvent à une distance extrêmement lointaine.
| Nom                           | Diamètre (km) | Périhélie (au) | Aphélie (au) | Découverte |
| ----------------------------- | ------------- | -------------- | ------------ | ---------- |
| Comète West                   | ?             | 0,58           | 13 560       | 1976       |
| Grande comète de janvier 1910 | ?             | 0,13           | 51 590       | 1910       |
| C/1992 J1 (Spacewatch)        | ?             | 3              | ~154 200     | 1992       |
| C/2014 S3 (PANSTARRS)         | ?             | ?              | ?            | 2014       |

## Limite du nuage de Oort
Le site de la NASA documente plusieurs comètes à longue période qui pourraient s'éloigner à plus de 100 000 au du Soleil : par exemple, la comète C/1992 J1 (Spacewatch) dont l'aphélie se situerait à 154 000 au. Ces comètes ont des orbites instables, le Soleil ayant une influence gravitationnelle très faible à de telles distances et le passage d'une étoile à proximité pouvant facilement influencer leur trajectoire. Certaines sources affirment que d'autres comètes pourraient être encore plus lointaines, à environ 200 000 ua,.